# Івановка (Бессарабський район)
Івановка (рум. Ivanovca) — село в Молдові в Бессарабському районі. Входить до складу комуни, адміністративним центром якої є село Ісерлія.
Згідно з переписом населення 2004 року у селі проживало 57 українців, що складало 30% від населення села.
| Молдова | Це незавершена стаття з географії Молдови. Ви можете допомогти проєкту, виправивши або дописавши її. |

1. ↑  Nicu V. Localitățile Moldovei în documente și cărți vechi: îndreptar bibliografic. Volumul 1: A-L — Chișinău: Universitas, 1991. — С. 465. — 508 с. — ISBN 5-362-00841-2